# Acklandia koreacola
Acklandia koreacola är en tvåvingeart som beskrevs av Suh och Kae Kyoung Kwon 1985. Acklandia koreacola ingår i släktet Acklandia och familjen blomsterflugor.
Artens utbredningsområde är Sydkorea. Inga underarter finns listade i Catalogue of Life.